# Porječina
Porječina (cyr. Порјечина) – wieś w Bośni i Hercegowinie, w Republice Serbskiej, w gminie Petrovo. W 2013 roku liczyła 491 mieszkańców.